# 姓姓
「姓」姓，是中國的一個罕見姓氏。

## 起源
一说春秋蔡国君主后裔有名为“公孙姓”，其后裔以名为姓，为“姓姓”。
一说战国有地位低下或被家族除名者，自称“姓姓”。

## 延伸阅读
[在维基数据编辑]
 《欽定古今圖書集成·明倫彙編·氏族典·姓姓部》，出自陈梦雷《古今圖書集成》